# محمد دريدي (ملاكم)
محمد دريدي، ولد في نيسان / أبريل عام 1968 في تونس وقتل يوم 5 ديسمبر 2016 في بالفاس لي فلو بفرنسا، هو ملاكم فرنسي تونسي.

## وصلات خارجية
- محمد دريدي على موقع IMDb (الإنجليزية)
- محمد دريدي على موقع بوكس ريك (الإنجليزية) (registration required)